# Parasol Stars
Parasol Stars (パラソルスター?, Parasoru Sutā), sottotitolato The Story of Bubble Bobble III, è un videogioco a piattaforme pubblicato dalla Taito nel 1991 per la console PC Engine.
Si tratta del terzo gioco nella serie di Bubble Bobble, e, come il suo diretto predecessore Rainbow Islands, ha per protagonisti nuovamente Bub e Bob in forma umana e non più sotto forma di draghetti sparabolle.
La Ocean Software nel 1992 pubblicò conversioni per i computer Amiga e Atari ST e per le console Game Boy e NES. In tutte le versioni Ocean il sottotitolo in copertina è Rainbow Islands 2 o II; solo nelle versioni Amiga e ST il sottotitolo a video è The Story of Rainbow Islands II. L'11 luglio 2024, il gioco ha ricevuto un port per PlayStation 4, PlayStation 5, Xbox One, Xbox Series X/S e Windows.
A differenza dei due giochi precedenti della serie, e cosa insolita per un videogioco della Taito, non è mai stato distribuito in formato coin-op, per ragioni sconosciute.
Parasol Stars ricevette molti apprezzamenti dalla critica, in tutte le sue versioni, soprattutto per la giocabilità.
Non ha raggiunto però la grande notorietà dei suoi due predecessori.
Il successivo gioco della serie fu Bubble Bobble: Part 2 (1993) per NES e Game Boy, mentre non ci furono seguiti per Amiga, Atari ST e PC Engine.
Parasol Stars condivide il proprio sottotitolo con il coin-op del 1995 Bubble Memories: The Story of Bubble Bobble III, sesto gioco della serie, in generale piuttosto confusionaria per quanto riguarda i titoli.

## Trama
Dopo aver salvato gli abitanti delle Isole dell'Arcobaleno di Rainbow Islands, Bub e Bob (qui chiamati anche Bubby e Bobby) si godono il meritato riposo. Gli abitanti riconoscenti gli hanno inoltre donato un ombrello (parasol = parasole) magico a testa. Ma ora il terribile Chaostikahn ha invaso, con la sua schiera di mostri, i sette pianeti vicini del loro universo. Qui iniziano le avventure rappresentate dal gioco, quando Bub e Bob si recano sugli altri mondi per sconfiggere i mostri con i loro ombrelli. Alla fine ritornano al mondo di partenza di Rainbow Islands, anch'esso invaso nel frattempo, dove avviene lo scontro diretto con Chaostikahn.

## Modalità di gioco
Parasol Stars è un gioco a piattaforme bidimensionale, con stile grafico da cartone animato colorato e "tondeggiante", che unisce caratteristiche di entrambi i predecessori Bubble Bobble e Rainbow Islands.
Si affronta una serie di livelli dove lo scopo è eliminare tutti i nemici presenti. Al contatto con uno di essi si perde una vita. I livelli possono essere a schermata singola oppure più larghi dello schermo e mostrati con scorrimento orizzontale. Il protagonista può camminare a destra e sinistra, saltare e usare l'ombrello in vari modi.
Nelle versioni PC Engine, Amiga e Atari ST, è disponibile la modalità multigiocatore a due cooperativa e simultanea, che era presente in Bubble Bobble ma assente in Rainbow Islands.
I livelli sono raggruppati in otto mondi, ciascuno con un proprio tema (musica, bosco, mare, macchine, casinò, nuvole, giganti, arcobaleno) e differenti sfondi e nemici. Sono presenti anche alcuni mondi segreti, variabili con le versioni.
Terminato un mondo, in un breve intermezzo si vede il protagonista viaggiare nello spazio verso il mondo successivo. La versione Game Boy ha invece un minigioco tra un mondo e l'altro, in cui si raccolgono bonus di fronte a una slot machine.

### Ombrello
L'ombrello può essere usato come arma per stordire ed eliminare i nemici, ma ha anche altri usi. A riposo l'ombrello è chiuso, e i comandi del giocatore possono aprirlo e puntarlo davanti al personaggio oppure verso l'alto.
Toccando un nemico comune con il puntale dell'ombrello aperto, in avanti o in alto, esso viene stordito. Un nemico stordito può essere raccolto: a quel punto viene posizionato automaticamente in cima all'ombrello aperto in alto, dopodiché lo si può lanciare in orizzontale contro le pareti per eliminarlo, oppure contro altri nemici per stordire o eliminare anch'essi. Allo stesso modo si possono raccogliere e lanciare le gocce (vedi sotto).
Nel multigiocatore si può lanciare anche l'altro giocatore; il personaggio lanciato non subisce danni (a meno che colpisca un nemico attivo), ma rimane brevemente stordito.
Lanciare le cose serve anche a raccogliere i bonus e a far apparire i bonus nascosti lungo la traiettoria del lancio.
È possibile spostare più nemici storditi alla volta, spingendoli tenendo l'ombrello aperto di fronte a sé. Questa mossa è utile per ottenere un punteggio elevato, dato che eliminare più nemici in un colpo solo funge da moltiplicatore del punteggio.
L'ombrello protegge il personaggio dagli eventuali proiettili nemici nella direzione in cui è aperto.
Infine, aprire l'ombrello mentre si sta cadendo dalle piattaforme serve a rallentare la caduta (comunque cadere non è di per sé letale).

### Gocce
In gran parte dei livelli vi sono punti da cui gocce di forma sferica cadono periodicamente e scivolano giù lungo le piattaforme. È possibile raccogliere le gocce con la punta dell'ombrello per poi lanciarle contro i nemici e stordirli, o eliminarli se sono già storditi. Si possono raccogliere più gocce assieme, fino a un massimo di cinque. Gli agglomerati così ottenuti si trasformano in proiettili più potenti rispetto alle gocce singole, ma nel caso di 5 gocce (4 su NES) esse si trasformano in una mega-goccia il cui effetto varia a seconda dell'elemento contenuto.
Vi sono quattro tipi di elementi per le gocce:
- Acqua (il più comune): genera una corrente d'acqua che trascina con sé tutti i nemici che incontra, eliminandoli. Anche il giocatore viene trascinato, ma non subisce alcun danno.
- Fuoco: genera una fiamma che, una volta caduta sulle piattaforme, crea un tappeto di fiamme che elimina i nemici e stordisce i giocatori.
- Fulmine: genera un fulmine che si muove in linea retta, eliminando i nemici che tocca.
- Stella: genera un vortice di stelle che si espande, letale per i nemici.

I primi tre tipi corrispondono ad altrettante bolle speciali presenti in Bubble Bobble.

### Nemici
Esistono due categorie di nemici comuni: nemici piccoli che si stordiscono col puntale ed eliminano con un colpo, e nemici medi che richiedono un certo numero di lanci di oggetti o attacchi speciali.
Alcuni nemici medi sono immobili e generano periodicamente nuovi nemici piccoli.
Alcuni nemici sono in grado di sparare proiettili capaci di stordire il giocatore e in qualche caso di ucciderlo.
L'ultimo livello di ogni mondo è lo scontro con il suo boss. Per sconfiggerli si devono raccogliere power-up che permettono di autogenerare le gocce.
Come nei precedenti giochi della serie i nemici possono "arrabbiarsi", ovvero diventano rossi e parecchio più rapidi. Ciò può accadere in tre casi:
- alla comparsa del messaggio Hurry!;
- al risveglio dallo stordimento;
- l'ultimo nemico rimasto di un livello.

Come negli altri giochi della serie, vi è un limite di tempo entro cui superare un livello regolare, terminato il quale, dopo la comparsa del messaggio Hurry!, apparirà uno spettro invincibile che seguirà il giocatore fino a che anche l'ultimo nemico non sarà stato eliminato.

### Bonus
Ogni nemico eliminato si trasforma in un bonus e molti altri ne appaiono nel corso dei livelli. Il cibo fornisce punteggio ed esistono alcuni power-up.
Tra questi, icone dei quattro elementi (acqua, fuoco, fulmine, stella); dopo averne raccolte tre apparirà su schermo la scritta MIRACLE! e, a seconda di quali icone sono, si otterrà un differente potenziamento di valore elevato.
Tre stelle in particolare sono necessarie per accedere ai mondi segreti finali.

## Sviluppo
Inizialmente Parasol Stars venne sviluppato internamente dall'azienda giapponese Taito per PC Engine. Tutte le conversioni per altre piattaforme sono opera dell'azienda britannica Ocean Software, già editrice anche di molte delle conversioni di Rainbow Islands (sviluppate però da terzi).
Circolano voci, mai confermate, su una prima realizzazione di Parasol Stars alla Taito come prototipo di videogioco arcade, dovute ad affermazioni imprecise della stampa dell'epoca.
Le molto apprezzate conversioni per Amiga e Atari ST furono programmate internamente alla Ocean da Mick West (divenuto in seguito cofondatore della Neversoft e noto debunker), insieme a una squadra di grafico e musicista. Alla Ocean West aveva appena sviluppato Darkman per Amiga e Atari ST. Lo sviluppo si basò sulla versione per PC Engine, tuttavia la Taito non fornì alcuna documentazione né aiuto, a parte i dati degli sprite in formato ASCII. La tavolozza degli sprite si dovette comunque convertire da 16 colori per ogni sprite a 16 colori complessivi. Per il resto, gameplay e struttura dei livelli si dovettero osservare e imitare, giocando partite e guardando video della versione PC Engine.
La Ocean commissionò anche una versione Commodore 64 al programmatore Colin Porch (allora noto per varie conversioni di successi per C64), che venne preannunciata e giunse a uno stadio avanzato di sviluppo, ma infine fu abbandonata. Secondo Porch sua moglie, dalla quale si stava per separare, danneggiò i suoi dischetti tra cui quelli di Parasol Stars in un momento di rabbia e di problemi con l'alcol. La Ocean decise che ci sarebbe voluto troppo tempo per rifare il lavoro perso e chiuse il progetto. Del gioco sopravvisse solo un demo meno recente, e in seguito è andato perso anch'esso.